# Vodeniceane, Iambol
Vodeniceane (în bulgară Воденичане) este un sat în comuna Straldja, regiunea Iambol,  Bulgaria. 

## Demografie
Componența etnică a satului Vodeniceane
     Bulgari (83,41%)
     Romi (13,61%)
     Nicio identificare (2,97%)
     Altele (0%)
La recensământul din 2011, populația satului Vodeniceane era de 404 locuitori. Din punct de vedere etnic, majoritatea locuitorilor (83,41%) erau bulgari, cu o minoritate de romi (13,61%). Pentru 2,97% din locuitori nu este cunoscută apartenența etnică.